# Saint-Hilaire (station de sports d'hiver)
Pour les articles homonymes, voir Saint-Hilaire.
Saint-Hilaire est une petite station de sports d'hiver de France située en Isère, dans le massif de la Chartreuse, sur le plateau des Petites Roches. Les cinq téléskis et dix pistes de ski alpin sont situées aux Eyrauds, un hameau juste au nord du village de Saint-Hilaire, au pied des rochers de Bellefont et de la dent de Crolles.

## Équipements
La station est composée de cinq téléskis desservant dix pistes de ski alpin, deux vertes, trois bleues et cinq rouges,. Sur les pistes dont l'enneigement est en partie assuré par des canons à neige se trouvent également un espace ludique et un snowpark. Outre le ski alpin, des itinéraires de ski de randonnée et de raquette à neige sont proposés.
Les pistes et remontées sont situées juste au nord du village de Saint-Hilaire-du-Touvet, au lieu-dit les Vials, sur la commune nouvelle de Plateau-des-Petites-Roches. Elle s'étagent dans la forêt entre 970 et 1 320 mètres d'altitude, sous les rochers de Bellefont à l'ouest et dominées par la dent de Crolles au sud-ouest.
La station est accessible par la route départementale 30 via Saint-Pancrasse ou Saint-Bernard-du-Touvet ou encore en période estivale via le funiculaire de Saint-Hilaire-du-Touvet dont la gare d'arrivée se trouve au village à quelques centaines de mètres.

## Histoire
Les remontées mécaniques actuelles datent de 1968, 1969, 1972, 1981 et sont construites par Poma et Montaz Mautino.
En 2021, après un début de saison optimiste à la suite d'abondantes chutes de neige jusqu'en basse altitude et après une saison précédente fermée en raison de la pandémie de Covid-19, la station est contrainte de fermer le 30 décembre et pour une durée indéterminée en raison de pluies torrentielles provoquées par un redoux qui touche une partie de l'Europe,. Outre la fonte quasi totale du manteau neigeux, ces précipitations entraînent un important ravinement des pistes, créant des tranchées jusqu'à un mètre de profondeur, mettant au jour et arrachant une partie des câbles et canalisations souterraines des canons à neige. Les dégâts sont tels que la commune se pose la question de la survie de la station, sur fond de difficultés d'enneigement chroniques liées notamment au réchauffement climatique.